# COSMAC VIP
COSMAC VIP (1977) був раннім мікрокомп'ютером, призначеним для відеоігор . По суті, це був COSMAC ELF з додатковим відеодисплеєм CDP1861/CDP1864 . Його можна було придбати в RCA поштою . Він йшов у вигляді комплекту, і його потрібно було збирати. Розміри становили 22 × 28 см, він мав процесор RCA 1802 ; разом із кришталевим годинником, що працює на частоті 1,76 МГц. Мав можливість додати порти вводу/виводу для підключення до датчиків, інтерфейсних реле, клавіатури ASCII або принтера .
Машина підєднувалась до відеомонітора, до телевізора з відеовходом або за допомогою зовнішнього радіочастотного модулятора. Він також мав інтерфейс касетної стрічки зі швидкістю 100 байт на секунду. Програми могли завантажуватися в оперативну пам'ять із стрічок і навпаки. Він також мав шістнадцяткову клавіатуру для введення, яка мала 16 клавіш, що охоплювали шістнадцяткові цифри від 0 до F. Світлодіодні індикатори використовувалися для відображення стану живлення та введення стрічки; третій світлодіод разом із вбудованим звуковим сигналом активувалися 1-бітним регістром "Q" ЦП. Перемикач запуску/перезавантаження використовувався для запуску програм користувача або операційної системи відповідно.
Завдяки операційній системі вбудованій в ППЗ було можливо вводити програми за допомогою шістнадцяткової клавіатури, показувати вміст пам’яті на дисплеї (переглядати байти оперативної пам’яті) і переглядати значення регістрів процесора . Доступ до монітора ПЗУ можна отримати, утримуючи клавішу «C» під час перемикання зі Скидання на Виконати. COSMAC VIP поставлявся з 20 відеоіграми, які були запрограмовані в CHIP-8 . Надані відеоігри являли собою ряд інструкцій, які користувач повинен був ввести.
COSMAC VIP створений Джозефом Вайсбекером з RCA Laboratories у Нью-Джерсі. Його донька Джойс створила деякі з ігор, які входять до нього.  RCA продавала версію Tiny BASIC за 39 доларів на платі розширення. 
Було розроблено версію VIP II, яка об’єднувала VIP з кількома платами розширення та продавалася у повністю зібраному вигляді. У маркетингових матеріалах 1979 року йдеться про випуск 1980 року, але цього ніколи не було. Кілька років потому VIP II був оснащений ППЗ, що містило термінальну програму, і продавалося як портативний термінальний пристрій під назвою RCA VP 3000 .

Тактова частота багатьох ранніх мікрокомп'ютерів виводилася з базової частоти кольорової розгортки NTSC 3,5795 МГц (315M/88), використовуючи звичайний телевізійний кристал на цій частоті або простий множник, отримуючи, наприклад, 1,79 МГц, що використовується в багатьох машинах на базі 6502, що зменшувало витрати й спрощувало виробництво кольорової графіки. VIP дещо унікальний тим, що використовував не стандартний кристал NTSC, а з невеликим відхиленням до 1,76064 МГц, щоб узгодити ще простішу, ніж зазвичай, синхронізацію надзвичайно дешевого, але також надзвичайно примітивного чіпа відео генератора «Pixie» з телевізійним сигналом (як стверджували його сучасники, єдиний синхронізований годинник керував усією системою). Крім того, з причин, найкраще відомих розробникам COSMAC, вона віддавала перевагу суворому дотриманню частоти кадрової розгортки 60,00 Гц, яка використовується в монохромних 525-рядкових телевізорах і моніторах з через строковою розгорткою, хоча прогресивна розгортка кадрів у системі забезпечувала частоту кадрової розгортки 15,72 кГц, що було дещо нижчою, ніж у монохромних і кольорових телевізійних стандартах. Можливо, вони помилково вважали номінальні частоти стандарту максимальними - ця помилка була виявлена у більшості інших ранніх комп'ютерів, які виробляли цілком сумісні з сигналами телебачення, інколи й дещо вищі за номінальні кольорові 59,94 Гц і 15,734 кГц, використовуючи стандартні кристали NTSC і не набагато складніші схеми.
1. ↑  The clock speed of many early microcomputers was derived from the base NTSC colorburst frequency of 3.5795 MHz (315M/88), using a common TV crystal at that frequency or a simple multiple, obtaining e.g. the 1.79 MHz used in many 6502-based machines, reducing costs and simplifying production of colour graphics. The VIP is somewhat unique in not using a standard NTSC crystal, but a slight deviation to 1.76064 MHz, in order to match the even simpler-than-usual timing of the extremely cheap, but also extremely rudimentary "Pixie" video generator chip with the TV signal (as per its contemporaries, a single synchronised clock ran the entire system). It also, for reasons best known to the COSMAC designers, prefers a strict adherence to the 60.00 Hz field timing of interlaced, monochrome 525-line televisions and monitors, even though the system's progressive frame-scan thus enforced a line rate of 15.72 kHz, somewhat lower than both the monochrome and color TV standards. Possibly they mistook the nominal rates of the standard as being maxima - a mistake exposed by most other early computers producing eminently TV-compatible signals of approximately, and often somewhat higher than the nominal color 59.94 Hz and 15.734 kHz, using standard NTSC crystals and not much more complex circuitry.

## Зовнішні посилання
- стаття old-computers.com: Cosmac VIP
- Записи відтворення музики Cosmac VIP
- RCA COSMAC Yahoo!
- Revival Studios Розробник нових ігор Chip-8/SuperChip/MegaChip8.
- Emma 02, включаючи емулятор Cosmac VIP